# Cephalastor estela
Cephalastor estela är en stekelart som beskrevs av Garcete-barrett 2002. Cephalastor estela ingår i släktet Cephalastor och familjen Eumenidae. Inga underarter finns listade.